# Рудна (река)
Ру́дна — река в России, протекает по Плюсскому району Псковской области. Устье реки находится в 147 км от устья Плюссы по левому берегу. Длина реки составляет 16 км. Наиболее крупный её приток — ручей Рогаточник. На реке расположена дер. Рудно. Ниже деревни реку пересекает дорога Ляды — Струги Красные.

## Данные водного реестра
В данных государственного водного реестра России записана, как река Рудена (Рудна, Руденя), относится к Балтийскому бассейновому округу, водохозяйственный участок реки — Нарва. Относится к речному бассейну реки Нарва (российская часть бассейна).
Код объекта в государственном водном реестре — 01030000412102000027021.